# Zapolarnyj (Jamalsko-Nieniecki Okręg Autonomiczny)
Zapolarnyj (ros. Заполярный) – osiedle typu miejskiego w Rosji, w Jamalsko-Nienieckim Okręgu Autonomicznym, w rejonie nadymskim. W 2010 liczyło 1024 mieszkańców.